# Leptodesmus paulistus
Leptodesmus paulistus är en mångfotingart som beskrevs av Henri W. Brölemann 1902. Leptodesmus paulistus ingår i släktet Leptodesmus och familjen Chelodesmidae. Utöver nominatformen finns också underarten L. p. meridionalis.